# ニードルリーフ
ニードルリーフあるいはニードルリーフルドウィジアとは、アカバナ科に属する水草。ルドヴィジアの一種で、学名は Ludwigia arcuata Walter である。

## 概要
北米の沼沢地に分布。葉の長さは2-3cm。20度から25度の水温で育つ。葉は上向きに曲がり赤色を帯び、鋭く細長くなる。二酸化炭素の加減を調整すれば上手く育てることが出来る。育成するにあたって必要とされる水槽の容積は30センチメートル以上が望ましい。また照明も強めにする必要があり、これが弱い場合には葉と葉の間隔が広がり、見栄えが悪くなる。